# Bleurville
Bleurville – miejscowość i gmina we Francji, w regionie Grand Est, w departamencie Wogezy.
Według danych na rok 1990 gminę zamieszkiwało 396 osób, a gęstość zaludnienia wynosiła 20 osób/km² (wśród 2335 gmin Lotaryngii Bleurville plasuje się na 665. miejscu pod względem liczby ludności, natomiast pod względem powierzchni na miejscu 178.).